# Луї Дельгрес
Луї Дельгрес (фр. Louis Delgrès; 2 серпня 1766 — 28 травня 1802) — французький офіцер-мулат, учасник Революційних війн на Антильських островах. Керівник повстання проти відновлення рабства на Гваделупі, в ході якого загинув. У 1998 році в паризькому Пантеоні встановлена символічна табличка в пам'ять про нього.

## Історичний контекст
Під час Великої французької революції рабство у французьких колоніях було скасовано 4 лютого 1794 року. Рішення Наполеона від 1802 року про відновлення рабства викликало масові обурення, в тому числі на Гваделупі, де повстання проти відновлення рабства очолили полковник Луї Дельгрес, капітан Жозеф Іньяс і Мулатка Солітюд.

## Біографія
Про ранні роки життя Луї Дельгреса відомо мало. Є версія, що його батько носив те ж ім'я — Луї Дельгрес, був білим креолом-мартиніканцем і завідував королівської митницею на Тобаго, а мати була негритянкою. За іншою версією, навпаки — батько Дельгреса був чорним рабом, а мати — білої.
Вперше Луї Дельгрес згадується в джерелах як військово-ополченець у 1783 році. Наступного разу він виявляється в 1795 році, коли в званні лейтенанта у складі Антильського батальйону під командуванням генерала Рошамбо він брав участь у війні проти англійців, які намагалися захопити Гваделупу. Потрапив у полон, був обміняний на англійських полонених, після чого кілька місяців провів у метрополії у складі гарнізону Руана. Повернувся на Гваделупу, наситившись революційними ідеями, і став керівником округу Бас-Тер. Брав участь у двох військових кампаніях на сусідніх островах Сент-Люсія і Сент-Вінсент, до 1799 році став командиром батальйону.
На початку 1802 року першим консулом Наполеоном Бонапартом було прийнято рішення про відновлення рабства в колоніях. Для втілення в життя цього рішення 2 травня в адміністративний центр Гваделупи Пуент-а-Пітр прибули 3470 солдатів під командуванням генерала Антуана Рішпанса. 10 травня Дельгрес випустив прокламацію, зі заголовком «останній крик невинності і відчаю», що стала сигналом до збройного виступу проти реалізації плану Бонапарта. Виступ було придушено, до 20 травня частини Дельгреса були оточені в комуні Сен-Клод. 21 травня у форті Бембрідже військами під командуванням Маглуара Пелажа було перебито від 600 до 800 бунтівників на чолі з капітаном Іньясом. Усвідомивши безглуздість продовження збройної боротьби, 28 травня Дельгрес і близько 300 його товаришів вчинили масове самогубство в своєму притулку в містечку Матуба у вулкана Суфрієр — вони обложились бочками з порохом і влаштували вибух.
Після поразки повстання і загибелі Дельгреса практично всі чорношкірі і мулати, що висказали хоч якусь солідарність з ним, були вбиті.  Чорні солдати, що не підтримали Дельгреса, також були превентивно покарані — всі вони були продані в рабство. На Гваделупі рабство було остаточно скасовано тільки в 1848 році.

## Пам'ять
На місці загибелі Луї Дельгреса в Матубі встановлено пам'ятник на його честь. 21 листопада 1977 року Форт Бас-Тера був перейменований на честь Дельгреса. У 1998 році в паризькому Пантеоні встановлена символічна табличка на згадку про нього.